# مارتن دفي
مارتن دفي (بالإنجليزية: Martin Duffy)  (و. 1952  م) هو مخرج أفلام، وكاتب سيناريو، ومونتير، ومؤلف، وكاتب أيرلندي، ولد في دبلن.

## وصلات خارجية
- مارتن دفي على موقع IMDb (الإنجليزية)
- مارتن دفي على موقع ألو سيني (الفرنسية)
- مارتن دفي على موقع أول موفي (الإنجليزية)
- مارتن دفي على موقع قاعدة بيانات الأفلام السويدية (السويدية)
- مارتن دفي على موقع قاعدة بيانات الفيلم (الإنجليزية)
- مارتن دفي على موقع كينوبويسك (الروسية)